# Moreira da Silva
Antônio Moreira da Silva né le 1er avril 1902 à Rio de Janeiro et mort le 6 juin 2000 dans la même ville, est un chanteur et compositeur brésilien, également connu sous le nom de Kid Morengueira. Il est considéré comme le créateur de la samba de breque, bien que le breque existait déjà dans des compositions plus anciennes telles que Cansei, de Sinhô. Moreira da Silva naît au début du XXe siècle, alors que Rio de Janeiro se transforme avec l'ouverture des premiers cinémas.

## Biographie

### Enfance, adolescence et vie personnelle
Antonio Moreira da Silva naît dansla rue Santo Henrique (aujourd'hui Carlos Vasconcelos) dans le quartier de Tijuca, à Rio de Janeiro. Il est le fils aîné de Bernardino da Silva Paranhos, tromboniste de la police militaire, et de Pauladina da Silva Paranhos, femme au foyer.
Il quitte l'école à treize ans lorsque son père meurt (une autre source affirme que son père est mort d'une cirrhose à la suite d'une consommation excessive d'alcool alors que Moreira a  cinq ans), et la famille se retrouve sans plus de soutien. Il travaille donc comme vendeur de bonbons, livreur de boîtes à lunch et ramasseur de papier, jusqu'à ce qu'il prenne sa retraite en tant que fonctionnaire. Adolescent, il travaille également dans un stand lors de la fête de Penha, dans une usine de bonneterie et dans une fabrique de cigarettes. Plus tard, il est chauffeur de taxi, puis ambulancier.
Il fonde une famille en se mariant en 1928 et reste marié pendant 50 ans. En fréquentant la « zona do meretrício » de Rio, Moreira rencontre Estera Gladkowicer, une immigrante juive russe naturalisée brésilienne et membre de l'Associação Beneficente Funerária e Religiosa Israelita. Ils restent ensemble pendant 18 ans.

### Carrière

#### Premiers emplois
Un jour, alors qu'il effectue une course pour Ismael Silva, ce dernier lui propose d'essayer de travailler pour Odeon, car il pense qu'il a du talent. Moreira se rend à la maison de disques et passe le test, enregistrant un disque avec deux compositions de Getúlio Marinho : Ererê et Rei da Umbanda. C'est sur son troisième album qu'il connaît le succès, avec la face B Arrasta a Sandália, d'Antonio Gomes et Baiaco.
En 1934, il rejoint l'équipe de Programa Casé de Rádio Philips. La même année, sur Columbia, il sort un autre tube : Implorar, écrit par lui en partenariat avec Kid Pepe et J. Gaspar. En 1937, à l'invitation de César Ladeira, alors directeur artistique de Rádio Mayrink Veiga, il rejoint Francisco Alves, Carmen et Aurora Miranda, Gastão Formenti, João Petra de Barros, Patrício Teixeira, Mário Reis, Jorge Fernandes, Cyro Monteiro, Eriberto Muraro, José Maria de Abreu, Nonô, parmi d'autres vedettes de la radio de l'époque. En 1939, à l'invitation du chanteur de fado Manuel Monteiro, il part se produire au Portugal, ce qui lui vaut un rôle dans le film A Varanda dos Rouxinóis, de José Leitão de Barros. Moreira da Silva séjourne dans le pays européen pendant trois mois.

#### Déclin financier
Peu avant son départ pour le Portugal, Moreira da Silva avait quitté Mayrink. De plus, comme il est absent du pays pendant trois mois, il n'enregistre aucun disque et son temps d'antenne à la radio diminue. Entre 1938 et 1939, il enregistre plusieurs chansons pour Odeon et Columbia, mais aucune n'atteint le succès. De plus, Rádio Nacional ne veut pas renouveler son contrat et ne lui offre qu'un cachet symbolique pour des prestations sporadiques. En 1940, il tente deux disques, toujours sans succès. En 1942, après un séjour d'un mois à Bahia, Moreira da Silva tente de renouer avec le succès en achetant une composition (Lembranças da Bahia, dont il est coauteur) de Geraldo Pereira, mais les choses ne se passent pas ainsi.

#### Retour au succès
Moreira da Silva commence à reconstruire lentement sa carrière au début des années 1950, lorsque Jorge Veiga passe de Tupi à Rádio Nacional, ce qui ouvre un poste à Moreira. Toujours dans les années 1950, plus précisément en 1954, il s'essaye à la politique en se présentant comme conseiller du district fédéral, mais il ne recueille qu'un peu moins de 400 voix. En 1958, il termine une carrière de 32 ans dans la fonction publique et prend sa retraite en tant que chef de garage.
À un moment donné, Odeon l'invite à enregistrer un disque de ses anciens succès, qui sort sous le nom de O Último Malandro. Ce disque relance sa carrière, le ramène à la radio et à la télévision et lui vaut, entre autres, un disque d'or. C'est à ce moment-là que naît son amitié avec le poète et animateur Miguel Gustavo.

#### Nouvelle chute
Cependant, l'arrivée de la bossa nova (que le chanteur dédaigne) et de Jovem Guarda lui enlève de l'espace ainsi qu'à d'autres sambistes. Son dernier disque, Moreira da Silva, o Tal Malandro, se vend à 1 500 exemplaires, ce qui conduit Odeon à le mettre au « frigo ». Mécontent de la réticence de la maison de disques à sortir un album complet, Moreira da Silva résilie son contrat et rejoint Cantagalo, par l'intermédiaire duquel il sort les albums O Sucesso Continua et Manchete do Dia.
En 1976, il joue avec Jards Macalé un spectacle qualifié d'« anthologique » par ceux qui l'ont vu. L'année suivante, le duo rejoint Projeto Pixinguinha et  effectue une tournée dans plusieurs capitales brésiliennes. Il participe à l'album historique de 1979 de Chico Buarque de Holanda, Ópera do Malandro, en interprétant un duo avec Chico lui-même.
En 1992, c'est le thème de l'école de samba Unidos de Manguinhos. En 1995, il enregistre Os 3 Malandros in Concert avec Dicró et Bezerra da Silva, à l'âge de 93 ans. En 1996, il est le sujet du livre Moreira da Silva - O Último dos Malandros. À l'âge de 98 ans, il se produit encore.

### Problèmes de santé et mort
Dans les années 1990, au cours de sa dixième décennie, Moreira da Silva ne voit plus que 10 % de son œil droit, qui est atteint de cataracte. Il subit une opération pour résoudre le problème, mais peu de temps après, il doit subir également une opération de la prostate. Souffrant d'insomnie, il commence à prendre du Lorax, qui le rend faible tout au long de la journée. Malgré cela, il continue à donner des concerts jusqu'à ce qu'une nouvelle opération l'éloigne de la scène pendant cinq mois. Son dernier spectacle est Os 3 Malandros in Concert.
Le 29 avril 2000, Moreira da Silva fait une chute à son domicile et est admis dans une clinique privée, avant d'être transporté à l'hôpital dos Servidores do Estado de Rio de Janeiro en raison du coût élevé d'un séjour en soins intensifs. Le chanteur meurt le matin du 6 juin 2000 des suites d'une défaillance multiviscérale.

## Discographie
Liste établie selon le Dicionário Cravo Albin da Música Popular Brasileira et Ronaldo Conde Aguiar.
- 1995 - Bezerra, Moreira e Dicró - Os 3 Malandros In Concert • CID • CD
- 1994 - Mestres da MPB • Continental • CD
- 1993 - Moreira da Silva fotografa o Rio • EMI • CD
- 1990 - Moreira da Silva especial • EMI-Odeon • CD
- 1989 - 50 Anos de samba de breque • Fama • LP
- 1986 - Cheguei e vou dar trabalho • Top Tape • LP
- 1985 - O rei do gatilho • PolyGram • LP
- 1983 - O astro • Jangada • LP
- 1981 - A arte de Moreira da Silva • PolyGram • LP
- 1979 - O jovem Moreira • PolyGram • LP
- 1977 - Talento brasileiro • CID • LP
- 1973 - Consagração • CID • LP
- 1972 - 70 anos de samba • Tropicana • LP
- 1970 - Manchete do dia • Cantagalo • LP
- 1970 - Mo"Ringo"eira • Continental • LP
- 1968 - O sucesso continua • Cantagalo • LP
- 1968 - Morengueira • Imperial • LP
- 1967 - Moreira da Silva-O Tal Malandro • Odeon • LP
- 1966 - Conversa de botequim • Odeon • LP
- 1964 - A carta/Céu sem balões • Repertório • 78
- 1964 - Morengueira 64 • Odeon • LP
- 1963 - Rio alegre/Vem Emilinha • Magistral • 78
- 1963 - Botafogo/Herdeiros do Brasil • Regency • 78
- 1963 - O último dos moicanos • Odeon • LP
- 1963 - Tradição da Lapa;Pai Adão • Albatroz • 78
- 1962 - Malandro diferente • Odeon • LP
- 1962 - Moreira da Silva-O Tal Malandro • Odeon • LP
- 1962 - Bailarinos do gramado/Que loura é essa? • Odeon • 78
- 1962 - Dancê mademoisele/O último dos moicanos • Odeon • 78
- 1962 - Mundo de lata/Meu prazer • Orion • 78
- 1962 - Meu desejo/Fingida • Musidisc • 78
- 1961 - Malandro em sinuca • Odeon • LP
- 1961 - Aquele adeus/O rei do gatilho • Odeon • 78
- 1960 - Dona justina/O canto do pintor • Odeon • 78
- 1960 - Cinderela em negativo/Antigamente • Odeon • 78
- 1960 - Cardápio de Chang-Wu/Cachorro da madame • Odeon • 78
- 1959 - Gago apaixonado/Bamba de Caxias • Odeon • 78
- 1959 - Madona de minh'alma/Feliz Natal, minha mãe • Odeon • 78
- 1959 - A volta do malandro • Odeon • LP
- 1958 - Jogando com o capeta/Despreso • Odeon • 78
- 1958 - O último malandro • Odeon • LP
- 1957 - Chang Lang/Escuta moreninha • Odeon • 78
- 1956 - Zé Trombone/Tentação • Santa Anita • 78
- 1956 - Turma do funil/Brotinho bom • Santa Anita • 78
- 1956 - Moreira da Silva, O Tal!Santa Anita • LP
- 1955 - Portuguesa da minha rua/Aluga-se uma casa • Continental • 78
- 1954 - Diploma de pobre/A mão do Alcides • Continental • 78
- 1954 - Bamba de Caxias/Laranja tem vitamina • Continental • 78
- 1954 - Vote em mim/Capitão Guerreiro • Todamérica • 78
- 1953 - Arrependida/Viva o Cabral • Continental • 78
- 1953 - Bilhete premiado/Dormi no molhado/Jogo proibido/Malandro bombardeado • Continental • 78
- 1953 - 1.296 mulheres/Falsa Grã-fina • Continental • 78
- 1953 - Na carreira do crime/Poeta dos negros • Continental • 78
- 1952 - Cavaleiro de Deus/Na subida do morro • Continental • 78
- 1952 - Olha o Padilha/Rosinha • Continental • 78
- 1952 - Três-três/São Sebastião • Continental • 78
- 1951 - Viva o elefante/Ele tem que voltar • Carnaval • 78
- 1951 - Sempre a mulher/Boquinha de siri • Carnaval • 78
- 1950 - Arraiá do Barnabé/Olhai pelo Brasil • Star • 78
- 1950 - Entrevista/Sou motorista • Star • 78
- 1950 - Papai das coroas/Meu sapato • Star • 78
- 1949 - Mulher que eu gosto/Falta de elegância • Star • 78
- 1949 - Pra cubano ver/Alto, moreno e simpático • Star • 78
- 1949 - Helena querida/Resignado • Star • 78
- 1949 - Céu azul/Presépio encantado • Star • 78
- 1948 - Amigo desleal/Margarida • Odeon • 78
- 1948 - Estácio de Sá/A volta da jardineira • Odeon • 78
- 1948 - Rei dos ciganos/Ela é feia, mas é boa • Star • 78
- 1947 - Samba triste/Pernambuco, você é meu! • Odeon • 78
- 1947 - Rica cigana/São Cristóvão • Odeon • 78
- 1946 - Amigo-da-onça/Noiva da gafieira • Odeon • 78
- 1946 - O relógio da matriz/Adeus, Aurora • Odeon • 78
- 1945 - Falavas de mim com ela/O relógio lá de casa • Odeon • 78
- 1945 - Cremilda/Estúdio azul • Odeon • 78
- 1945 - O samba na Gamboa/Lindo Lar • Odeon • 78
- 1944 - Foi-se meu azar/Juracy, boca-de-siri • Odeon • 78
- 1944 - Meu grande amigo/Meu pecado • Odeon • 78
- 1943 - Antes, porém.../Conversando com satanás • Odeon • 78
- 1943 - Cigano/Copa Roca • Odeon • 78
- 1943 - Samba pro concurso/Maestro, toque aquela • Odeon • 78
- 1942 - Dormi no molhado/Fui a Paris • Odeon • 78
- 1942 - Lembranças da Bahia/Mentiras de madame • Odeon • 78
- 1942 - Conversa de camelô/Qu'este-ce que tu pense? • Odeon • 78
- 1942 - Diplomata/Voz do morro • Odeon • 78
- 1941 - Esta noite eu tive um sonho/Amigo urso • Victor • 78
- 1941 - O homem que se casa é feliz/Mendigo do amor • Victor • 78
- 1941 - Doutor em futebol/Bilhete branco • Victor • 78
- 1941 - Pára-quedista do amor/O jantar está na mesa • Odeon • 78
- 1941 - Nicolau/Dança do espalha • Odeon • 78
- 1940 - A deusa da vila/Com açúcar • Odeon • 78
- 1940 - Marcha ABC/Quando o sol apareceu • Odeon • 78
- 1940 - Olha a cara dela/Assim termina um grande amor • Victor • 78
- 1940 - A casinha amarela/Acertei no milhar • Odeon • 78
- 1939 - O trabalho me deu o bolo/Adeus, orgia adeus • Odeon • 78
- 1938 - Todo mundo está esperando/Mineiro sabido • Columbia • 78
- 1938 - Fraco abusado/Do amor ao ódio • Columbia • 78
- 1938 - Cassino/Nega Zura • Columbia • 78
- 1938 - Mineiro sabido/Chang-Lang se queimou • Columbia • 78
- 1938 - Nega de gafieira/Beijo furtado • Columbia • 78
- 1938 - Não sou mais aquele/Meu sofrimento • Columbia • 78
- 1937 - O trabalho me deu bolo/O que tem iaiá • Columbia • 78
- 1936 - Qual é teu desejo/Roxa de saudade • Columbia • 78
- 1936 - Depois de você/Adeus... vou partir • Columbia • 78
- 1936 - Olha a lua/Tenho tudo • Columbia • 78
- 1935 - Gosto de você iaiá/Coração constipado • Columbia • 78
- 1935 - Sá Miquilina/Foi em 1500... • Columbia • 78
- 1934 - Devias ser condenada/Implorar • Columbia • 78
- 1933 - Empurra/Implorei sua amizade • Victor • 78
- 1933 - Confesso/Homem não chora • Victor • 78
- 1933 - Cabrocha Inteligente/Quando a noite vem chegando • Victor • 78
- 1933 - Vou vender jornal • Columbia • 78
- 1933 - É batucada/Tudo no penhor • Columbia • 78
- 1933 - Xandica • Columbia • 78
- 1933 - No Morro de São Carlos/Eu vou comprar • Victor • 78
- 1933 - Abre a boca e feche os olhos/Olha à direita • Victor • 78
- 1933 - Levante o dedo/Cadê você, meu bem? • Victor • 78
- 1933 - Cadê você? • Victor • 78
- 1933 - Desperta/Confissão de malandro • Victor • 78
- 1932 - Na favela/Eu sou é bamba • Odeon • 78
- 1932 - Auê/Cafioto • Odeon • 78
- 1932 - Na mata virgem/Auê de Ganga • Odeon • 78
- 1932 - A baiana de nagô/Martirizado • Odeon • 78
- 1932 - Era meia-noite! • Parlophon • 78
- 1932 - Vejo lágrimas/Arrasta a sandália • Columbia • 78
- 1932 - Pra lá de boa /Oi, Maria • Victor • 78
- 1931 - Ererê/Rei da umbanda • Odeon • 78

## Filmographie
- 1940 - Na Varanda dos Rouxinóis[20].
- 1949 - Prá Lá de Boa[20].
- 1959 - Maria 38[20].
- 1959 - Garota Enxuta[20].